# Bridgeport (Washington)
Bridgeport az Amerikai Egyesült Államok északnyugati részén, Washington állam Douglas megyéjében elhelyezkedő város. A 2010. évi népszámlálási adatok alapján 2409 lakosa van.
Az eredetileg Westfieldnek nevezett település a késő 19. századtól lakott; először a Columbia folyó partján aranyat kitermelő kínai bányászok éltek itt. A helységet 1892-ben felvásárolták, és a connecticuti Bridgeportra utalva átnevezték. Bridgeport 1910. március 21-én kapott városi rangot. A helység a legnagyobb gazdasági fellendülését a közeli Foster-pataki gát (később Joseph törzsfőnök gát) megépítése hozta.

## Éghajlat
| Hónap                         | Jan.  | Feb.  | Már.  | Ápr. | Máj. | Jún. | Júl. | Aug. | Szep. | Okt.  | Nov.  | Dec.  | Év    |
| ----------------------------- | ----- | ----- | ----- | ---- | ---- | ---- | ---- | ---- | ----- | ----- | ----- | ----- | ----- |
| Rekord max. hőmérséklet (°C)  | 17,8  | 20,0  | 25,6  | 33,9 | 39,4 | 45,0 | 43,3 | 43,3 | 39,4  | 32,8  | 27,2  | 15,0  | 45,0  |
| Átlagos max. hőmérséklet (°C) | 1,7   | 5,6   | 12,8  | 18,3 | 23,3 | 27,2 | 32,2 | 32,2 | 26,7  | 17,2  | 7,2   | 1,1   | 17,2  |
| Átlagos min. hőmérséklet (°C) | −5,0  | −3,3  | 0,0   | 3,3  | 7,2  | 11,1 | 14,4 | 13,9 | 8,9   | 2,8   | −1,1  | −5,6  | 3,9   |
| Rekord min. hőmérséklet (°C)  | −28,3 | −27,8 | −18,0 | −8,9 | −7,8 | −2,2 | −0,6 | 1,7  | −1,7  | −12,2 | −22,8 | −27,8 | −28,3 |
| Átl. csapadékmennyiség (mm)   | 35    | 28    | 23    | 14   | 24   | 23   | 14   | 7    | 10    | 15    | 36    | 47    | 276   |
| Forrás: The Weather Channel   |       |       |       |      |      |      |      |      |       |       |       |       |       |

## Népesség
A 2010-es népszámláláskor a városnak 2403 lakója, 673 háztartása és 525 családja volt. A népsűrűség 851,2 fő/km2. A lakóegységek száma 673, sűrűségük 237,8 db/km2. A lakosok 57,4%-a fehér, 0,5%-a afroamerikai, 0,6%-a indián, 0,4%-a ázsiai,  38,7%-a egyéb, 2,4%-a pedig kettő vagy több etnikumú. A spanyol vagy latino származásúak aránya 76,7% (74,3% mexikói, 0,1% Puerto Ricó-i,  2,3% egyéb spanyol vagy latino származású.)
A háztartások 49,5%-ában élt 18 évnél fiatalabb. 57,5% házas, 13,1% egyedülálló nő, 7,4% egyedülálló férfi, 22% pedig nem család. 15,9% egyedül élt; 8,1%-uk 65 éves vagy idősebb. Egy háztartásban átlagosan 3,58 személy élt; a családok átlagmérete 4 fő.
A medián életkor 25,6 év volt. A város lakóinak 37,4%-a 18 évesnél fiatalabb, 11,7% 18 és 24 év közötti, 26%-uk 25 és 44 év közötti, 16,7%-uk 45 és 64 év közötti, 8,3%-uk pedig 65 éves vagy idősebb. A lakosok 52,3%-a férfi, 47,7%-a pedig nő.

## Fordítás
Ez a szócikk részben vagy egészben  a   Bridgeport, Washington című angol Wikipédia-szócikk ezen változatának fordításán alapul.  Az eredeti cikk szerkesztőit annak laptörténete sorolja fel. Ez a jelzés csupán a megfogalmazás eredetét és a szerzői jogokat jelzi, nem szolgál a cikkben szereplő információk forrásmegjelöléseként.